# U-118
U-118 — подводный минный заградитель типа XB кригсмарине нацистской Германии во время Второй мировой войны.
Заказана 31 января 1939 года и заложена 1 марта 1940 года на верфи Friedrich Krupp Germaniawerft в Килепод номером 617. Она была спущена на воду 23 сентября 1941 года и введена в строй 6 декабря под командованием корветтенкапитана Вернера Цыгана.
После периода обучения в составе 4-й флотилии подводных лодок 1 октября 1942 года U-118 была направлена на фронт в составе 10-й флотилии подводных лодок. Месяц спустя, 1 ноября, она была переведена в состав 12-й флотилии.

## Оперативная карьера
U-118 потопила три торговых судна и военный корабль; в общей сложности 14 064 брутто-регистровых тонны (ОТО) и 925 тонн судоходства в трех патрулях. Она также повредила ещё два судна на общую сумму 11 945 ОТО.

### Первое патрулирование
Первое патрулирование U-118 началось 19 сентября 1942 года с её ухода из Киля. Её путь лежал через Северное море, через «пропасть» между Исландией и Фарерскими островами в Атлантический океан. 29 сентября лодка была атакована южнее Исландии самолётом, который нанес лишь незначительные повреждения. 16 октября она достигла места назначения — Лорьяна в оккупированной Франции.

### Второе патрулирование
Её вторая вылазка была в район между Азорскими Островами и Мадейрой. Все прошло без происшествий.
12 и 13 декабря 1942 года она совершила короткий транзитный рейс из Лорьяна в Брест.

### Третье патрулирование
Третье патрулирование лодки было самым продолжительным, но самым успешным. Выйдя из Бреста 25 января 1943 года, она отплыла к западу от Гибралтара, где 7 февраля потопила британские суда Baltonia, Mordred Empire и «Mary Slessor», а десятого числа повредила испанское торговое судно «Duero» миной. Она также была причастна к потоплению канадского корвета HMCS Weyburn 22 февраля. Корабль подорвался на мине, которую заложила U-118. Несмотря на все усилия экипажа удалить капсюли глубинных бомб, две взорвались, убив людей в воде и выведя из строя соседний эсминец, а корабль затонул. U-118 вернулась во Францию, в Бордо, 26 февраля.

### Четвёртое патрулирование и гибель
U-118 находилась в море меньше месяца, когда её атаковали два самолёта к западу от Канарских островов, а затем ещё восемь самолётов с авианосца USS Bogue. После большого расхода бомб и боеприпасов подводная лодка взорвалась на две части, масло и обломки были выброшены в воздух. 16 человек выжили и были подобраны эскортным судном USS Osmond Ingram.